# Knut Anton Walter Gyllenberg
Knut Anton Walter Gyllenberg (Malmö, 5 aprile 1886 – Lund, 25 luglio 1952) è stato un astronomo svedese.
Studiò all'Università di Lund a partire dal 1908, ottenendo il baccellierato nel 1911, il Magister Artium nel 1913 , la licenza nel 1914 e il dottorato nel 1915. In quest'ultimo anno divenne anche professore associato e nel 1932 fu fatto professore.
Dal 1912 fu assistente del dipartimento di astronomia e dal 1921 osservatore all'osservatorio di Lund. Si occupò principalmente di astrometria.
Gli è stato assegnato il premio Fernerska nel 1916 e nel 1923 e il premio Wallmark nel 1926.
È presumibilmente il K. Gyllenberg cui il Minor Planet Center accredita la scoperta dell'asteroide 846 Lipperta avvenuta il 26 novembre 1916.